# Salmo 9
El Salmo 9 es el noveno salmo del Libro de los Salmos, que comienza  en la versión de la Biblia del rey Jacobo: "Te alabaré, oh SEÑOR, con todo mi corazón; mostraré todas tus maravillas". En latín, se conoce como "Confitebor tibi, Domine ". El tema del salmo es que el éxito del mal es solo temporal y al final, los justos perdurarán.El Salmo 10 se considera parte del Salmo 9 en la Septuaginta griega y en la mayoría de las Biblias cristianas anteriores a la Reforma protestante . Estos dos salmos consecutivos tienen la forma de un solo poema hebreo acróstico .
El salmo es una parte regular de las liturgias judía , católica , luterana , anglicana y otras liturgias protestantes.

## Texto

### Versión Biblia del rey Jacobo
1. Te alabaré, oh SEÑOR, con todo mi corazón; Yo mostraré todas tus maravillas.
2. Me alegraré y me regocijaré en ti; cantaré alabanzas a tu nombre, oh Altísimo.
3. Cuando mis enemigos se vuelvan atrás, caerán y perecerán en tu presencia.
4. Porque has mantenido mi derecho y mi causa; estás sentado en el trono juzgando con justicia.
5. Reprendiste a las naciones, destruiste a los impíos, borraste su nombre por los siglos de los siglos.
6. Oh enemigo, las destrucciones han llegado a su fin perpetuo, y tú destruiste ciudades; su memoria pereció con ellos.
7. Pero el SEÑOR permanecerá para siempre; ha preparado su trono para el juicio.
8. Y juzgará al mundo con justicia, con justicia administrará a los pueblos.
9. El SEÑOR será también refugio para los oprimidos, refugio en tiempos de angustia.
10. Y los que conocen tu nombre confiarán en ti; porque tú, SEÑOR, no desamparaste a los que te buscaron.
11. Cantad alabanzas al SEÑOR, que habita en Sion; contad al pueblo sus obras.
12. Cuando indaga por sangre, se acuerda de ellos; no olvida el clamor de los humildes.
13. Ten misericordia de mí, oh SEÑOR; Considera la angustia que sufro de los que me aborrecen, Tú que me levantas de las puertas de la muerte.
14. Para mostrar toda tu alabanza en las puertas de la hija de Sion; me regocijaré en tu salvación.
15. Las naciones se hundieron en el hoyo que hicieron; en la red que escondieron fue tomado su pie.
16. El SEÑOR es conocido por el juicio que ejecuta; el impío es enredado en la obra de sus propias manos. Higgaion. Selah.
17. Los impíos serán trasladados al infierno, y todas las naciones que se olvidan de Dios.
18. Porque no siempre será olvidado el menesteroso; la esperanza de los pobres no perecerá para siempre.
19. Levántate, oh SEÑOR; que no prevalezca el hombre; sean juzgadas las naciones delante de ti.
20. Ponlos en temor, oh SEÑOR, para que las naciones sepan que son hombres. Selah.

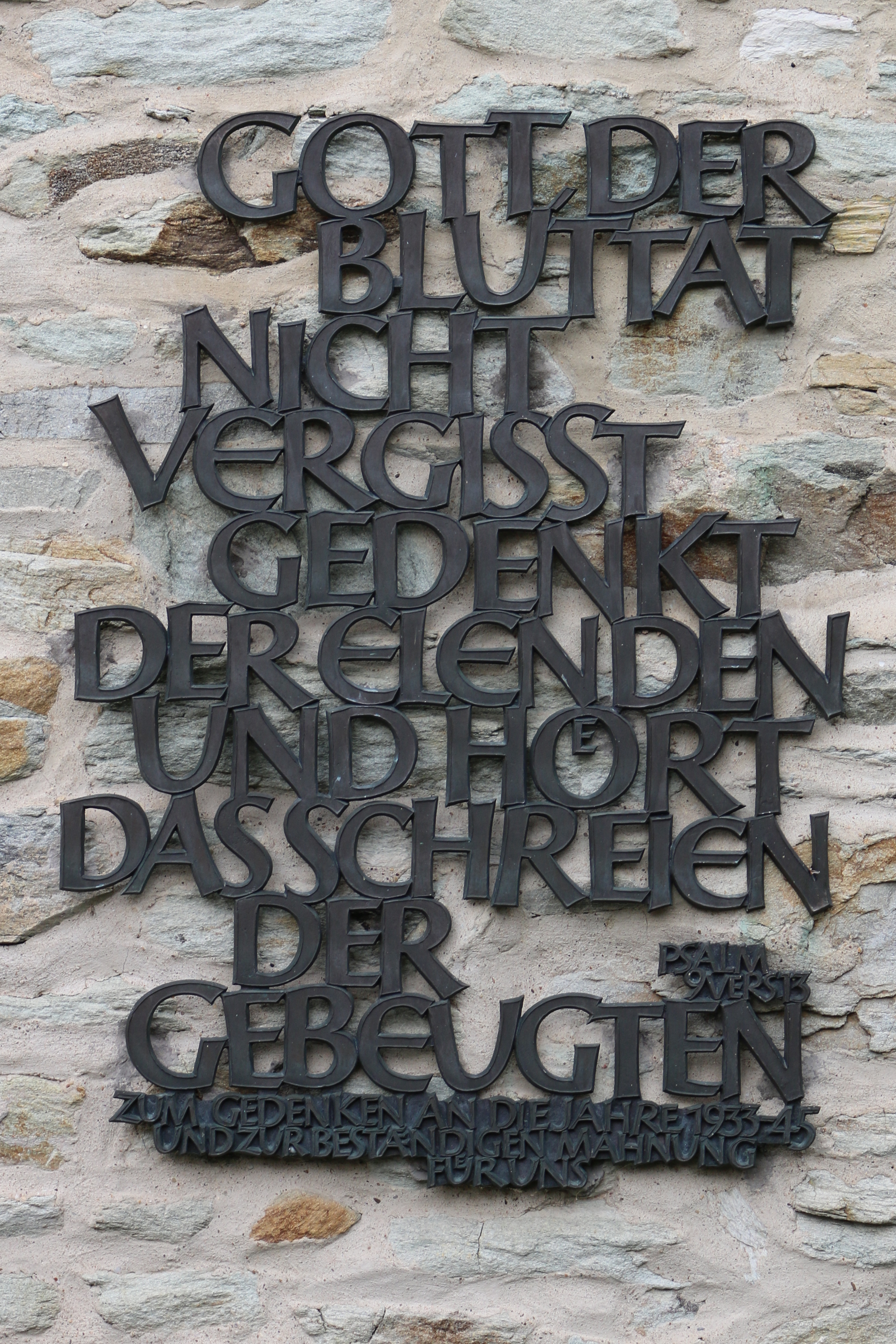
Salmo 9 versículo 13 en la pared exterior de la Thalkirche en Wiesbaden, como un monumento del período 1933-1945.

## Estructura
El Salmo es un poema hebreo acróstico , y con el Salmo 10 forma una sola obra combinada.
El erudito del Antiguo Testamento Hermann Gunkel dividió el Salmo 9 de la siguiente manera:
1. Versículo 2f: canción de apertura de acción de gracias similar a un himno
2. Versículo 4f: pieza principal de la canción de la paz
3. Versículos 6-17: transición a un himno escatológico[5]

Al describir la estructura del Salmo 9/10, hay algunos enfoques bastante diferentes. Gunkel calificó el Salmo según el orden alfabético como "artificial" o "forzado", diciendo: "No se pueden imponer exigencias demasiado estrictas a la coherencia interna de un producto tan forzado. El escritor probablemente se alegró de haber encontrado una palabra adecuada para cada letra. ; no tenía la habilidad literaria para moldear su poema en una obra de arte completamente unificada ".  Anders, por el contrario, llama a la forma del Salmo una elegante correspondencia de forma .
El teólogo francés Pierre Auffret da la siguiente estructura para el Salmo 9:  Salmo 9: 2 al 9 corresponde al Salmo 10: 6 al 15:
1. con respecto al corazón
2. relativo a la cara
3. con respecto al trono
4. con respecto a los malvados
5. con respecto a la eternidad.[8]

El Salmo 9 es el primero de los Salmos acrósticos, que cubre la mitad del alfabeto hebreo, y el Salmo 10 cubre el resto del alfabeto. Hay cierta tensión entre los salmos 9 y el Salmo 10. El salmo 9 tiene un tono de victoria sobre el mal y su antiguo título caldeo sugiere que fue escrito para celebrar la victoria de David sobre Goliat. Luego, a medida que el acróstico continúa en el Salmo 10, el tono se convierte en un lamento: Dios aparentemente se mantiene lejos. La victoria sobre el mal puede estar "aquí y todavía no".

## Citas
Algunos eruditos cuestionan la autoría de Davíd de este salmo: Bernhard Duhm y Emil Kautzsch lo sitúan en la época macabea , mientras que el crítico de formas Hermann Gunkel lo relaciona con el Imperio aqueménida .

## Usos

### Judaísmo
- El versículo 4 se encuentra en la repetición de la Amidá en Rosh Hashaná .[10]
- El versículo 11 es parte de Uva Letzion .[11]
- El versículo 13 es parte de Av Harajamim .[11]

### Usos de la Iglesia católica
Según la Regla de San Benito (530 d. C. ), el Salmo 1 al Salmo 20 se reservaba principalmente para el oficio de Prima . En la Regla de San Benito , el Salmo 9 se canta en la versión latina traducida al griego de la Septuaginta ; Allí, el Salmo incluye 18 versículos adicionales en el Salmo 10 . Benedicto dividió este Salmo conjunto 9/10 en dos partes, una cantada al final del oficio del primer martes ( Salmo 9: 1-19 ) y la otra ( Salmo 9: 20-21 y Salmo 10: 1-18 ) antes. el miércoles . En otras palabras, los primeros versículos del Salmo 9 hasta Quoniam non in finem erit oblivio pauperis: patientia pauperum non peribit in finem, formaron el tercer y último salmo el martes, la segunda parte del Salmo (Vulgata según su punto de vista ) fue recitado como el primer salmo del oficio del primer miércoles.  Salmos 9 y 10 se recitaban tradicionalmente como el cuarto y quinto salmos de los maitines dominicales en la liturgia de los clérigos y canónigos no monjes).
En la Liturgia de las horas ahora, se canta o recita el Salmo 9 en el Oficio de Lecturas para el lunes de la primera semana. Para facilitar la comprensión se le asigna a cada salmo un título en rojo (rúbrica) que no forma parte del salmo.
El título del Salmo 9 es Acción de gracias por la victoria.

### Interpretación de la Iglesia católica

#### Al conjunto de los Salmos 9  y  10
Los Salmos 9 y 10 forman un conjunto acróstico que resalta el justo juicio de Dios. en el origen, probablemente eran un solo salmo, como lo muestran la versión de los Setenta y la Vulgata, pero en el texto hebreo fueron divididos para usos litúrgicos: el Salmo 9 como himno de alabanza y el Salmo 10 como súplica y lamentación. Los Salmos 9 y 10 combinan alabanza, súplica y reflexión sobre la justicia divina. Se inicia con la oración personal de un fiel en el Templo (Sal 9,2-15), seguido de súplicas por la intervención de Dios (9,14-15; 9,20-10,1; 10,12.15), una reflexión sapiencial sobre el destino de los impíos y las naciones enemigas de Israel (9,16-19) y una lamentación sobre la maldad de los injustos (10,2-11).  
En la segunda parte (9,16-10,18), desaparece la figura del orante individual y se presentan consideraciones generales sobre el actuar divino y la necesidad de su justicia. La súplica y la confianza en Dios se entrelazan con la denuncia de la arrogancia de los malvados, destacando que solo el Señor tiene el poder para hacer justicia y defender a los oprimidos.
En este doble salmo se continúa la alabanza al Nombre del Señor (cfr. Sal 8,2.10) y se proclama su justicia al juzgar a los impíos y a las naciones. La estructura alterna alabanza, súplica, confianza y reflexión sapiencial. Comienza con una oración individual en el Templo (Sal 9,2-15) y se expande a consideraciones generales sobre la justicia divina y la actuación de los malvados (Sal 9,16-10,18).  
La enseñanza central es que la fuerza del hombre proviene de Dios y que solo en Él se encuentra verdadera justicia y salvación. Este mensaje se refuerza con la petición de que los soberbios y los impíos reconozcan su pequeñez ante el Señor (Sal 9,20-21; 10,16).

#### Comentarios al Salmo 9
El Salmo 9 sigue la estructura de un himno de alabanza por la salvación de Dios (vv. 2-13), seguido de una súplica basada en experiencias previas de liberación (vv. 14-21). Comienza con una alabanza personal (vv. 2-3), que es también acción de gracias, resaltando dos motivos: la derrota de los enemigos (vv. 4-7) y la confianza en Dios como juez justo (vv. 8-11). Luego, el salmista invita a otros a unirse en la adoración al Dios que habita en el Templo de Jerusalén (vv. 12-13). La súplica personal pide salvación de la muerte para seguir proclamando la obra divina (vv. 14-15). Esta petición se apoya en el destino de los impíos (vv. 16-18) y en la certeza de que Dios protege a los afligidos (v. 19). Finalmente, concluye con una nueva invocación para que el Señor manifieste su poder entre las naciones (vv. 20-21). Para el cristiano, la resurrección de Cristo es la garantía de este juicio final anunciado en el salmo (Hch 17,30-31). Las “maravillas” mencionadas abarcan tanto las obras de Dios en la creación e historia de Israel como su acción en la vida del salmista.
El juicio de Dios ya se ha manifestado parcialmente en la historia con la desaparición de naciones opresoras (vv. 4-7, 16) y su protección a los humildes que confían en Él (vv. 10, 14-15, 19). Sin embargo, el juicio definitivo aún está por venir y revelará el dominio universal de Dios. Este juicio final no solo traerá recompensa a los justos y castigo a los malvados, sino que será público y evidente para todos. De esta manera, en lugar de la duda o el desaliento que puede surgir al ver a los injustos prosperar, se rendirá alabanza a la justicia y providencia divinas 

### Comentarios a los versículos 20-21
El juicio de Dios ya se ha manifestado parcialmente en la historia, cuando han caído las naciones que oprimieron a Israel y cuando Él ha protegido al pobre que confía en Él. Sin embargo, el juicio definitivo ocurrirá en el futuro y confirmará el dominio universal de Dios. Este juicio no solo traerá recompensa para los justos y castigo para los malvados, sino que también será un acto público y definitivo, mostrando la justicia y providencia divina. Así, en lugar de cuestionar la aparente prosperidad de los impíos, toda la humanidad reconocerá y alabará la justicia de Dios.